# キルスティン・ミラー
キルスティン・ミラー(Kirsten Miller)は、アメリカ合衆国の作家である。

## 幼少期
キルスティン・ミラーは1973年、ノースカロライナ州生まれ。17歳でニューヨークに移住。現在、同地に在住。

## 書籍
キルスティンはKiki StrikeシリーズとAll You Desire（Can You Trust Your Heart）を書いた。これらはすべてヤングアダルト向けの小説である。キキ・ストライクシリーズは、カタコンベ（地下墓地）へのアクセスを手に入れた2人の少女が、街の他の場所へのアクセスに取り組むという話になっている。彼女たちはガールスカウトのスキルを使ったのだ。このシリーズは2006年と2007年に書かれた。Eternal Onesシリーズは、1920年代のニューヨークでEthan Evansという名の少年と一緒にいる自分のビジョン（自分が死ぬところを含む）を見る現代の女子高生についてである。小さな町で悪魔の噂を聞いたり無視したりしてきた彼女は、前世で自分を殺し、再び自分を殺そうとしていると考えるニューヨークのIain Morrowと関わるようになっていく。この2冊は2010年と2011年に書かれたものだ。

## 価値観
キルスティンは「ガールパワー」の重要性を強調することで、他の作家と一線を画している。彼女は多くの女性の主人公を選んでいるが、それは女の子も変化を起こせると信じているからである。2006年のteenreads.comのインタビューでは、「世界は必ずしも若い女の子を念頭に置いて設計されているわけではないが、女の子が少しの工夫と多くの自信を持てば、世界を有利に動かすことができる」と語り、そのことを示している。